# Luka Brajkovic
Luka Brajkovic (Feldkirch, 26 giugno 1999) è un cestista austriaco con cittadinanza serba.